# Rodoniscus anophthalmus
Rodoniscus anophthalmus is een pissebed uit de familie Bathytropidae. De wetenschappelijke naam van de soort is voor het eerst geldig gepubliceerd in 1935 door Alceste Arcangeli.